# 智原科技
智原科技（英語：Faraday Technology），總公司位於台灣新竹科學園區，1993年成立，於美國、日本、越南、印度與中國大陸設有研發、行銷據點。其業務範圍為提供經驗證的矽智財元件（Silicon IP）、客戶訂製特定應用積體電路（ASIC）及ASIC設計方案等給提出設計需求的客戶，包括集成电路（IC）設計公司、IDM廠、以及系統廠商等。
為全球前十大IP供應商，IP項目包括： Cell Library、Memory Compiler、ARM -compliant CPUs、 DDR、USB、Ethernet、PCI Express、SerDes等數百個週邊數位及混合訊號 IP 。

## 歷史
創辦人石克強，原為益華電腦（Cadence）台灣區總經理。他提出創辧以單晶片為主的企業，獲得聯電董事長曹興誠與總經理宣明智的支持，以聯電公司電腦輔助設計部門的人力，分割為獨立公司，於1993年創辦智原科技，為亞洲第一家無晶圓廠（fabless）的ASIC供應商。石克強任首任總經理兼任副董事長，由曹興誠任董事長。宣明智為第二任董事長。
林孝平為第二任總經理。2011年3月14日上午林孝平於董事會中被退位總經理（被升副董事長），愛將副總經理臧維新接任第三任總經理。2015年由聯電董事長洪嘉聰兼任智原董事長，王國雍任總經理。

## 公司名稱
- 中文：智原主要作矽「智」財的開發，是IC設計的根源，所以中文名稱即命名為「智原」
- 英文：Faraday 是為了紀念「電學之父」 Michael Faraday (1791-1867)

## Logo由來
- 形狀：大方格代表Chip，小方格代表各種IP、Cell，兩個交錯的F，代表的即是Faraday
- 顏色：紅色代表活潑、熱忱、努力，藍色代表研發、創新、沉穩、高科技品質

## 外部連結
- 智原科技 （页面存档备份，存于）